# معاهدة زادار

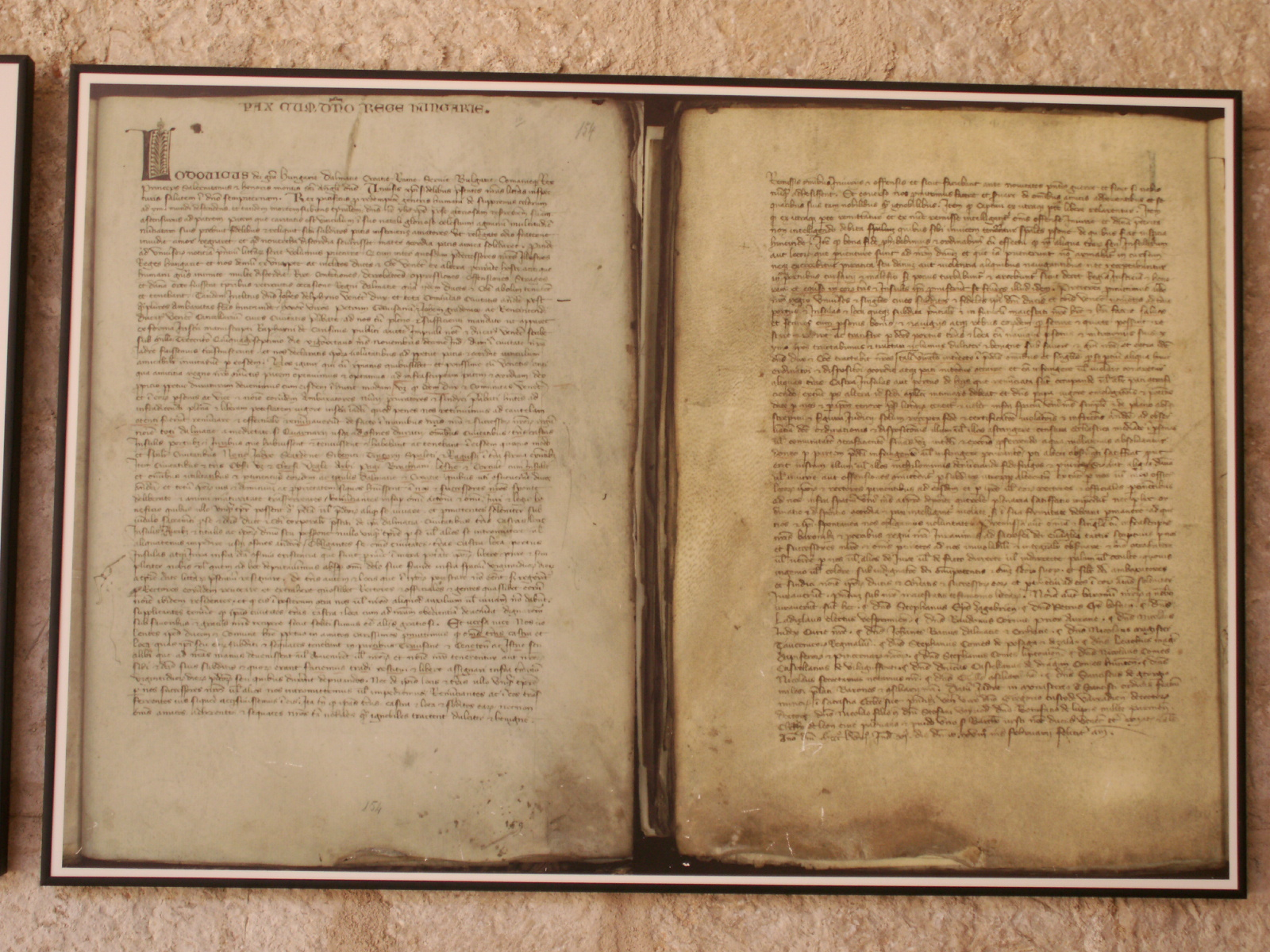
نسخة عن نص المعاهدة في كنيسة القديس فرنسيس

كانت معاهدة زادار والمعروفة أيضًا باسم معاهدة زارا معاهدة للسلام وقعت في زادار في دالماسيا في 18 فبراير 1358 والتي فقدت فيها جمهورية البندقية نفوذها على مقتنياتها الدلماسية. أنهت معاهدة زادار العداء بين لويس الأول من المجر وجمهورية البندقية الذين تنافسوا للسيطرة على الأراضي على طول الساحل الأدرياتيكي الشرقي فيما هي الآن كرواتيا.